# Kolos (Krasnodar)
|  | Per a altres significats, vegeu «Kolos (Adiguèsia)». |

Kolos - Колос (rus) és un khútor del krai de Krasnodar, a Rússia. Es troba a la vora dreta del riu Kuban, davant de Bogdassarov. És a 26 km al sud-est de Poltàvskaia i a 54 km a l'oest de Krasnodar.
Pertany al possiólok d'Oktiabrski.